# Site de contact membranaire
Les sites de contact membranaire (MCS, pour l'anglais membrane contact site) sont des appositions étroites entre deux organites. Les études ultrastructurales révèlent généralement une distance intermembranaire d'une taille de l'ordre de celle d'une protéine, aussi petite que 10 nm mais sans limite supérieure claire.

## Histoire
Les premières mentions de ces sites de contact se trouvent dans des articles publiés à la fin des années 1950, principalement visualisés par microscopie électronique. Copeland et Dalton les ont décrits comme « une forme tubulaire hautement spécialisée du réticulum endoplasmique en association avec les mitochondries et apparemment à son tour, avec la bordure vasculaire de la cellule ».

## Rôle
Ces zones d'apposition sont hautement conservées au cours de l'évolution. On pense que ces sites sont importants pour faciliter la signalisation et qu'ils favorisent le passage de petites molécules, notamment des ions, des lipides et des espèces réactives de l'oxygène,. Les MCS sont importants dans le fonctionnement du réticulum endoplasmique (RE), car il s'agit du principal site de synthèse des lipides dans les cellules. Le RE est en contact étroit avec de nombreux organites, notamment les mitochondries, l'appareil de Golgi, les endosomes, les lysosomes, les peroxysomes, les chloroplastes et la membrane plasmique. Les mitochondries et les endosomes de recyclage subissent des réarrangements majeurs conduisant à une fission là où ils entrent en contact avec le RE. Des sites d'apposition étroite peuvent également se former entre la plupart de ces organites, généralement des combinaisons par paires.